# 도슌조선초급학교
도슌조선초급학교(일본어: 東春朝鮮初級学校 도신 조선 초급학교[*])는 일본 아이치현 가스가이시에 위치한 조선학교로, 학교법인 아이치 조선학원이 운영학고 있다.